# Lahn
La Lahn è un affluente destro del Reno al quale si congiunge presso Coblenza. Il suo corso, per una lunghezza di 242 km, si sviluppa interamente in Germania, unico importante fiume tedesco a scorrere da nord ad ovest.
Durante il suo corso il fiume attraversa i land di Renania Settentrionale-Vestfalia, Assia e Renania-Palatinato bagnando le città di Marburg, Gießen, Wetzlar, Limburg e Niederlahnstein.

## Affluenti
I principali affluenti della Lahn sono:
- Dill
- Ohm

## Collegamenti esterni

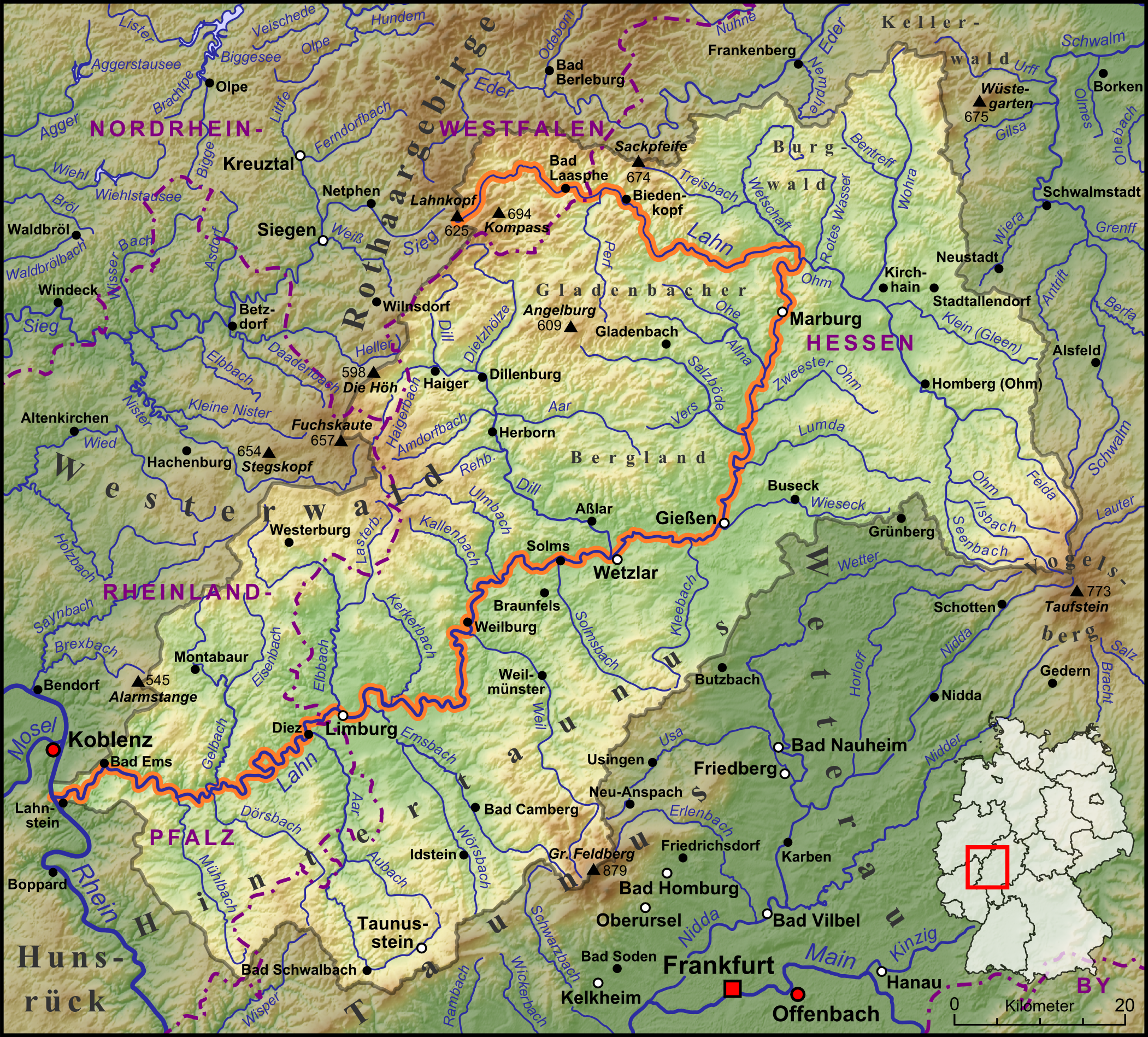
Il percorso del Lahn